# ポストマン (2008年の映画)
『ポストマン』は、2008年の長嶋一茂主演の日本映画である。

## 概要
千葉県房総半島にある海と田園が広がる千葉県房総町（架空）を舞台に、その町にある日本郵政公社時代の特定郵便局（特定集配局）で働く郵便配達員を主人公に据えている。
2007年3月19日に行われた「日本郵政グループCI発表会」の席上にて、長嶋一茂本人より「手紙を通じた人と人との交流、家族の絆を描く」映画作品の制作発表がなされ、同年4月よりいすみ市 / 大多喜町 / 勝浦市 / 鴨川市などで撮影が敢行された。舞台の「房総町」は、先述のロケエリアを複合させた地域となっているが、本編の1シーンで山武市 / 大網白里市（撮影当時は大網白里町）周辺の外房エリア北部の位置が示されている。

## キャスト
- 海江田龍兵（房総町郵便局 郵政外務職員）：長嶋一茂
- 海江田あゆみ（龍兵の長女）：北乃きい
- 海江田鉄兵（龍兵の長男）：小川光樹
- 海江田泉（龍兵の亡妻）：大塚寧々【友情出演】
- 塚原奈桜子（岬中学校 臨時教師）：原沙知絵
- 番（綱元）：竹中直人
- 岬中学校 校長：古手川祐子【友情出演】
- 木下園子（泉の母）：野際陽子
- 玉井正一（房総町郵便局長）：田山涼成
- 大西（公社管理部門より転籍した房総町郵便局職員）：菊池隆則
- 竹内彩子（房総町郵便局 内務職員）：遠藤久美子
- 中川美紀（窓口担当のゆうメイト）：佐野夏芽
- 琢磨（郵便配達担当の新米ゆうメイト）：渡邉邦門
- 佐々木瑞恵（房総町 住民）：岡田絵里香
- 三ツ屋輝夫（房総町 住民）：犬塚弘
- 羽田薫（三ツ屋の元同僚）：谷啓
- 薫の妻：高田敏江
- 輪業店員：木梨憲武【特別出演】
- 商店店主：西川善文（エクゼティブ・スーパーバイザー兼務、ノンクレジット）

## 主題歌
- 小松優一 - 『Together』（2008年2月27日発売）

## スタッフ
- 監督：今井和久（メディアミックス・ジャパン）
- 脚本：鴨義信
- 製作総指揮：長嶋一茂
- プロデューサー：元木ひとみ、秋山純、伊藤正昭
- 撮影：木村弘一
- 美術：北谷岳之
- 照明：村澤浩一
- 編集：清水正彦
- 録音：畦本真司
- 音楽：中村幸代、森下滋
- 制作委員会：テレビ朝日、ナガシマ企画、ジェネオン・ユニバーサル・エンターテイメントジャパン、アートポート、めるプランニング、読売新聞社、ぴあ、アサガミ、オリエンタルランド、ゲオ、ザナドゥー
- 特別協力：日本郵政（エクゼティブ・スーパーバイザー 西川善文）

## 備考
- 郵便局会社では、チケット販売第1号として、2007年11月よりこの映画の前売券の販売を郵便窓口で行った。チケットには局名入り日付印風のスタンプが押印された。
- 2008年5月には「エンタメポスト」による払込票でのセルDVD予約販売も8月の発売に先立って行われたが、定価に加えて500円のゆうパック送料を要するものであり、当初から割引販売と送料無料で予約受付していたAmazon.co.jpなどのインターネット通販や、市中のCDショップ・カメラ量販店と比べて割高な商品となってしまった。
- 郵便局での窓口業務（ゆうゆう窓口を除く）と郵便配達業務が、郵政民営化により郵便局会社と郵便事業会社に分割されたため、劇中での描写とは異なり、現実には各々の担当領域（所属会社）を越えて仕事をする事は無くなった。
- 東京国際フォーラムで行われた完成披露試写会に、当時病後によりマスコミへの露出を控えていた長嶋茂雄が訪れ、息子の映画にエールを贈るコメントを発した。
- 静岡県小山町に住む羽田の手紙が、龍平の手により三ツ屋に届くまでの郵便物の流れ（配送の仕組み）をオープニングとしている。
- 共同製作・配給元のザナドゥーは、松竹系やワーナー・マイカル・シネマズなど全国約170館で上映したが、本作の興行収入が不調であったことが災いし、翌2009年に代表者が夜逃げをし倒産した。